# Sous le signe du scorpion
Pour plus de détails, voir Fiche technique et Distribution.
Sous le signe du scorpion (titre original : Sotto il segno dello scorpione) est un film italien dramatique, à caractère allégorique, réalisé par les frères Taviani, sorti en 1969. 

## Synopsis
Dans un espace géographique et à une époque non situés, un groupe d'hommes fuient leur île, dévastée par une éruption volcanique. Ils débarquent sur une autre île, elle aussi exposée aux cataclysmes. Ils tentent de convaincre leurs habitants de les rejoindre, pour émigrer vers le continent. Mais le dialogue s'avère difficile, voire impossible. Rapts de femmes et meurtres concluent cette fable sur le langage, la communication et la question de l'évolution de toute société vers le progrès.

## Fiche technique
- Titre original : Sotto il segno dello scorpione
- Titre français : Sous le signe du scorpion
- Réalisation : frères Taviani (Paolo et Vittorio)
- Scénario : Paolo et Vittorio Taviani
- Photographie : Giuseppe Pinori, film couleurs Eastmancolor
- Décors : Giovanni Sbarra
- Costumes : Lina Nerli Taviani
- Montage : Roberto Perpignani
- Musique : Vittorio Gelmetti
- Production : Giuliani G. De Negri pour Ager Film, RAI
- Directeur de production : Grazia Volpi
- Durée : 100 minutes
- Pays d'origine :  Italie
- Année de réalisation : 1969

## Distribution
- Gian Maria Volonté : Renno
- Lucia Bosè : Glaia
- Giulio Brogi : Rutolo
- Samy Pavel : Tanelo
- Daniele Dublino : Femio
- Renato Scarpa
- Deanna Milvia Frosini